# José María Vergara
José María Vergara y Vergara (Bogotá, 19 de marzo de 1831-Ibidem,9 de marzo de 1872) fue un escritor, periodista, historiador y político colombiano. Conocido como el primer autor en publicar una historia literaria en Colombia.  Cofundador y primer director de la Academia Colombiana de la Lengua. Considerado como uno de los más importantes literatos, filántropos y escritores de Colombia, el de mayor prestigio en la segunda mitad del siglo XIX.
Participó en la creación de múltiples periódicos literarios, entre ellos El Mosaico (1858-1872), por medio de los cuales publicó obras de autores románticos y costumbristas europeos y colombianos como Jorge Isaacs y Eugenio Díaz Castro, también creó el periódico La Siesta junto a Rafael Pombo. 

## Biografía
Nació en una familia de ascendencia distinguida, descendiente del gaditano Antonio de Vergara Azcárate y Ávila, quien llegó a Santa Fe en 1622. Su infancia transcurrió en la hacienda Casablanca, en el actual municipio de Madrid, Cundinamarca,herencia familiar por parte de su línea paterna, José María Vergara y Vergara pasó muchos años de su infancia allí y fue un motivo recurrente en su escritura de evocación. El predio había pertenecido a la familia desde los tiempos de la colonia, cuando a su familia le fue otorgada la real cédula de 1650, con el fin de concederle "la encomienda de indios del pueblo de Serrezuela". De esta manera pasó por varias generaciones de la familia vergara por más de 200 años hasta convertirse finalmente en un recuerdo cuando, José María, no pudo salvarla de la enorme hipoteca con la que se la entregó su padre. En 1900 esta mansión fue adquirida por José María Sierra Pepe Sierra y desde entonces ha pertenecido a dicha familia.
Desde joven sintió mucho interés por la literatura e historia nacional, se dio cuenta de que en los colegios de su época no se enseñaban estos temas, durante su formación académica tuvo muchas desilusiones con Colombia, en sus propias palabras, al buscar información sobre literatura colombiana, descubrió que "nada se había escrito en este ramo". Gracias a la biblioteca de su familia tuvo acceso a libros sobre la literatura española que lo llevó a investigar y a recopilar materiales, documentos y libros empezando así su propia biblioteca. Con los años colaboró con diferentes intelectuales como Ezequiel Uricoechea, José María Samper y José María Quijano Otero, quienes también coleccionaban y guardaban documentos.
Desde joven mostró inclinaciones literarias y fue educado en el Colegio de Nuestra Señora del Rosario y en el colegio de los padres jesuitas, donde destacó por su talento y sensibilidad poética. Aunque inició estudios en la Universidad Central, fundada por su tío Estanislao Vergara, ministro de Simón Bolívar, no completó una carrera universitaria y dedicó su vida al periodismo, la literatura y la investigación histórica.
En la década de 1850 se trasladó a Popayán, ciudad donde conoció a su futura esposa, Saturia Balcázar, con quien se casó en 1854 y tuvo cinco hijos
Intentó incursionar en los negocios, pero su vocación literaria lo llevó a desempeñarse como catedrático de literatura en Popayán, además de fundar y editar diversos periódicos. En 1862, fue nombrado tesorero de la Casa de Moneda y en 1867 publicó la primera y segunda parte de su obra más relevante: Historia de la literatura en Nueva Granada (1535-1820), un trabajo pionero en el estudio y análisis de las letras colombianas.

## Vida Política
José María Vergara y Vergara desempeñó un papel significativo en la administración pública de Colombia durante la segunda mitad del siglo XIX, ocupando diversos cargos en los ámbitos legislativo, ejecutivo y diplomático. Su trayectoria política refleja su influencia en el desarrollo de instituciones gubernamentales, su compromiso con la estructuración del Estado y su activa participación en los debates políticos y administrativos de su época.
Inició su carrera en la función pública como Secretario de la Gobernación de Popayán en Hacienda y Gobierno (1854-1855), cargo en el que tuvo la responsabilidad de supervisar los asuntos financieros y administrativos de la región. Posteriormente, en 1856, fue Diputado a la legislatura de Popayán, llegando a ocupar el cargo de jefe político del departamento. En el ámbito legislativo nacional, Vergara y Vergara fue Representante por Cundinamarca en el Congreso de la Confederación Granadina en 1858, en su autobiografía confiesa que allí no firmó la constitución federalista que estableció la Confederación Granadina y posteriormente Legislador del Estado de Cundinamarca en 1859, participando en la elaboración de leyes fundamentales para la organización política del país.
En el gobierno de Cundinamarca, ocupó el puesto de Secretario de Gobierno, desde donde tuvo una activa participación en la administración de los asuntos regionales. En 1861, asumió como Tesorero de la Casa de la Moneda, un cargo clave en la gestión económica del país, encargado de supervisar la acuñación y regulación de la moneda nacional en un periodo de profundas transformaciones políticas.
Durante la reorganización política del país en la década de 1860, fue designado Secretario de la Asamblea Constituyente de Cundinamarca en 1867, donde colaboró en la reestructuración política del Estado. Su influencia trascendió el ámbito nacional cuando el presidente Santos Gutiérrez lo nombró Secretario de la delegación diplomática de Colombia en Inglaterra y Francia en 1869, lo que le permitió fortalecer lazos con las potencias europeas y representar los intereses del país en el exterior.
En la última etapa de su carrera, fue designado Archivero Nacional de Colombia, un cargo en el que tuvo un papel fundamental en la preservación y organización de los documentos históricos del país. Esta labor se alineaba con su compromiso por la documentación de la historia y la construcción de una identidad nacional a través del rescate del legado cultural y político de Colombia.

### Debate "la cuestión española"con Manuel Murillo Toro
El debate entre José María Vergara y Vergara y Manuel Murillo Toro tuvo lugar en el contexto de la Confederación Granadina y los inicios de los Estados Unidos de Colombia, en un período de intensa discusión sobre la identidad nacional y la relación con España.
A mediados de 1858 el senado de Colombia entró en un debate muy acalorado entre Julio Arboleda, presidente de la Confederación Granadina y Manuel Morillo Toro, presidente de los Estados Unidos de Colombia sobre la conveniencia de reestablecer relaciones con España, rotas desde las independencias. Durante el debate, Vergara participó como senador y un día, al no estar presente, Murillo Toro publica en su periódico un resumen de su respuesta a Arboleda bajo el nombre "Señor José María Vergara i V." donde argumenta que tocaba mantener a España y a Colombia separados el uno del otro. Vergara, quien se autodenominaba "español americano" y muy resentido por el ataque público manifestaría una serie de escritos al líder liberal. El debate fue sostenido principalmente por medio del periódico de El Tiempo de Morillo y El Porvenir, dirigido por Vergara.
El debate entre José María Vergara y Vergara y Manuel Murillo Toro se centró en temas ideológicos y políticos de la segunda mitad del siglo XIX en Colombia como la visión de país y unidad nacional. Vergara y Vergara, siendo escritor y crítico literario, tenía una postura conservadora y defendía la identidad hispánica, sus rasgos culturales constituidos por la conquista como la religión, la lengua, costumbres y tradiciones. Por otro lado, Murillo Toro, periodista y político liberal, promovía la modernización del país mediante la secularización y la ampliación de derechos civiles.
Vergara publicó todas sus respuestas en su periódico llamado El Porvenir, luego las juntó en un folleto publicado bajo el nombre de Cuestión española. Cartas dirigidas al doctor M. Murillo (1859), en las que Vergara y Vergara defiende el legado cultural y religioso español en la formación de la identidad nacional, mientras que Murillo Toro era más afín a la separación entre Iglesia y Estado y a una visión más progresista de la sociedad. Argumentaba que Morillo repetía la leyenda negra anti española creada por los ingleses y los estadounidenses, intentaba explicar a sus lectores, Murillo lo negaba.
En sus cartas a Murillo, José María presenta una crítica a la influencia de las ideas liberales y anticlericales en Colombia. Sus argumentos principales eran que la cultura y la identidad de la nación estaban profundamente ligadas a la herencia española y católica. La adopción de ideas extranjeras (particularmente del liberalismo francés y anglosajón) ponía en riesgo la estabilidad moral y política del país.
Murillo Toro, por su parte, defendía una visión más progresista y secular del desarrollo nacional. Para él, la modernización de Colombia requería dejar atrás el modelo colonial y dar paso a un Estado más laico, donde la educación y la política no estuvieran subordinadas a la Iglesia.Sus posturas marcaron el rumbo de las políticas educativas, económicas y religiosas, cuyas consecuencias se vieron en la Constitución de 1863 y la radicalización del liberalismo y el conservadurismo en las décadas siguientes.
Este debate reflejó la polarización entre conservadores y liberales en Colombia. Sus ideas influyeron en la Constitución de 1863, que estableció un Estado laico y federalista, fortaleciendo la influencia del liberalismo radical. A su vez, la reacción conservadora consolidó el bipartidismo y marcó las luchas ideológicas del país en las siguientes décadas.
Durante los debates sobre la constitución de los radicales de 1863 se propuso establecer a Panamá como capitál de Colombia con el fin de tener más comercio, el propositor era el político Rafael Núñez. José María se opuso de inmediato, en sus textos mostraba sus burlas a Núñez como en periódicos como La Opinión.

### El Mosaico
José María Vergara y Vergara no solo dejó un legado a través de su propia obra, sino que desempeñó un papel fundamental como mentor y promotor de nuevos talentos literarios en Colombia. Su influencia fue determinante en la carrera de escritores como Eugenio Díaz Castro y Jorge Isaacs, cuyas novelas Manuela y María se convertirían en referentes esenciales de la literatura colombiana del siglo XIX. Asumió el rol de patriarca intelectual y guía literario de ambos escritores. En el caso de Jorge Isaacs, lo introdujo en los círculos literarios bogotanos y facilitó su ingreso a El Mosaico, un semanario y su grupo literario o tertulia literaria que se convirtió en el principal órgano de difusión del costumbrismo en Colombia. El semanario que agrupaba a los más destacados escritores costumbristas de la época. Además, impulsó la publicación de sus primeras obras, ayudando a consolidar su carrera. Isaacs, tras su estadía en Bogotá, se trasladó al Gran Cauca, donde comenzó a escribir su única novela, que en un principio estaba concebida como un drama o una comedia. Fue por consejo de José María que decidió transformarla en una novela romántica, género en el que alcanzaría reconocimiento con María (1867), obra cumbre del romanticismo hispanoamericano. También guio la construcción de sus estilos narrativos, fomentando en ellos el desarrollo de una literatura nacional con identidad propia, inspirada en el costumbrismo y la realidad social de Colombia.
Desempeñó un papel crucial en la consolidación del costumbrismo y el desarrollo de la historiografía literaria en Colombia. Su influencia fue determinante en la vida cultural del siglo XIX, tanto por su producción literaria como por su labor como crítico, editor y promotor de nuevos talentos.
Dentro del grupo de El Mosaico Vergara se convirtió en la figura central y en un punto de referencia para escritores de la época. Influenciados por escritores europeos como Chateaubriand, Victor Hugo, Walter Scott y Mariano José de Larra. Este grupo, integrado por autores como Rafael Eliseo Santander, Ricardo Carrasquilla, José Joaquín Borda, José Manuel Marroquín, José María Samper, José María Quijano Otero, Diego Fallón y Manuel Pombo, fue fundamental en la difusión del costumbrismo en Colombia. En este círculo, Vergara no solo aportó su propio talento, sino que impulsó y corrigió obras de otros escritores, dejando una huella indeleble en la literatura nacional.
Uno de sus mayores aportes fue la promoción de Eugenio Díaz Castro, autor de la célebre novela Manuela (1858), obra esencial del costumbrismo colombiano. Vergara, junto con José Manuel Marroquín y Ricardo Carrasquilla, participó en la corrección de los manuscritos de esta novela, asegurando su calidad literaria y su posterior publicación

### Academia Colombiana de la Lengua

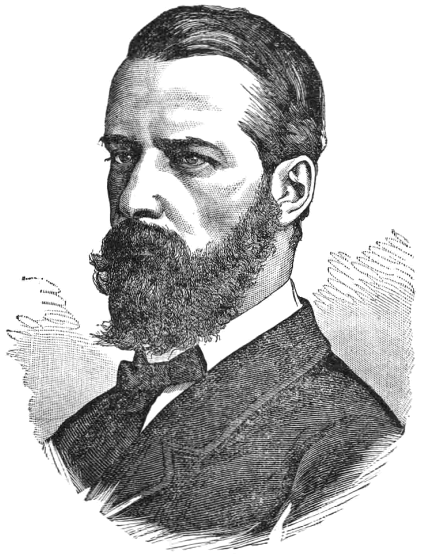
José María Vergara y Vergara. Grabado publicado en el Papel Periódico Ilustrado. Volumen I. Año 1. Número 1. 6 de agosto de 1881. Fondo Marco Fidel Suárez 1167, página 20. Biblioteca Nacional de Colombia.

Durante un viaje a España, década de 1860, se convierte en el primer colombiano en ser miembro de la Real Academia Española y esta le autoriza la creación de la primera academia en Colombia, que comienza como una sociedad privada y es facultado a abrir más filiales en América. A su regreso, organizó la Academia Colombiana de la Lengua, la primera en Hispanoamérica, convirtiéndose en su primer director y miembro fundador. Sin embargo, la corporación inició formalmente sus actividades pocos meses después de su fallecimiento.
Este viaje tiene mucha importancia para el proyecto trasatlántico del hispanismo en Colombia ya que significó un plan exitoso que desencadenó la adhesión de Colombia a la Real Academia de Española, aún cuando no habían relaciones diplomáticas con el país, que fueron reestablecidas por Carlos Holguín, amigo personal de Vergara.

### Obras
Su obra más importante, Historia de la literatura en Nueva Granada (1867), es una referencia fundamental para la crítica literaria colombiana. En ella, destacó la influencia de la literatura española, el hispanismo y la literatura colombiana. Esta obra monumental se elaboró a lo largo de dieciséis años, en un contexto de inestabilidad política y con la dificultad de acceder a fuentes archivísticas dispersas o inexistentes, en 1861 intentó publicar la obra, pero la guerra lo impidió. Lo intentó nuevamente en 1865 y finalmente logró publicarla en 1867 recolectando documentos históricos y literarios. El objetivo era rescatar la producción intelectual del Virreinato de la Nueva Granada, trazando un recorrido literario desde 1580 hasta 1810. Su trabajo denuncia la falta de apoyo gubernamental para la investigación histórica en Colombia, así como la escasez de estudios previos sobre la literatura nacional. En sus propias palabras, los estudios históricos en Colombia se hacían "a pura pérdida de tiempo, de dinero y de fama", reflejando las dificultades que enfrentaban los intelectuales para preservar la memoria cultural del país.
Su Historia de la literatura en Nueva Granada es un testimonio fundamental del esfuerzo por construir una identidad literaria en el país y ha sido una referencia esencial para críticos e historiadores posteriores. Su reedición en 2017 por el Ministerio de Cultura y la Biblioteca Nacional de Colombia reafirma su relevancia en el estudio de la literatura colombiana.
Como escritor costumbrista, Vergara y Vergara exploró las costumbres y la sociedad colombiana en narraciones como en Olivos y aceitunos, todos son unos (1868), una sátira política que denuncia la corrupción y el gamonalismo en la época de la Confederación Granadina. Sus cuadros costumbristas, entre ellos "Las tres tazas", "Un par de viejos", "Consejos a mi potro" y "Los buitres", combinan crítica social y humor, consolidándolo como un exponente destacado del género.
Abarcó varios géneros, entre los que destacaron el ensayo, la novela, la crónica y la narrativa histórica;
Admiraba y leía asiduamente a obra de Fernán Caballero, Antonio Trueba, François René de Chateaubriand y Miguel de Cervantes. Además de Historia de la literatura en Nueva Granada, publicó las antologías Parnaso colombiano y La lira granadina, así como la bibliografía Vida y escritos del general Nariño. Escribió además lírica (Versos en borrador, 1869) y cuadros costumbristas imitando a Fernán Caballero (Las tres tazas y otros cuentos, 1863), así como novelas (Olivas y aceitunas, todas son unas, 1868)., "Un par de viejos", "Consejos a mi potro" y "Los buitres", combinan crítica social y humor, consolidándolo como un exponente destacado del género.
Dejó algunos manuscritos inéditos según su autobiografía: Mercedes, novela. Cuadros Políticos o Días Históricos desde 1849, parte de un diccionario geográfico y un diccionario biográfico; dos novelas incompletas: Un chismoso y Un odio a muerte. Publicó el Museo de cuadros de costumbres y variedades (1866), una  antología de literatura de costumbres. entre otros, Artículos Literarios, Cuadros políticos o Días históricos, El espíritu del siglo.
Vergara se presenta como un pionero y un autodidacta, impulsado por la necesidad de rescatar la historia literaria de Colombia. Su vida estuvo marcada por la lucha contra la indiferencia gubernamental y social, el trabajo arduo en la recopilación de documentos y la convicción de que su esfuerzo era fundamental para el futuro del país.

### Periódicos fundados o editados
- La Siesta (Bogotá, 1852). En compañía de Rafael Pombo.
- La Matricaria: Periódico de La Juventud. Colección de Artículos de Costumbres, Revistas y Literatura (Popayán, 1854)
- El Mosaico: Miscelánea de Literatura, Ciencias y Música (Bogotá, 1858). En compañía de Ricardo Carrasquilla y José Manuel Marroquín.[10][11]
- El Porvenir
- El Heraldo: Órgano Del Partido Conservador (Bogotá, 1860).[12]
- El Cundinamarqués: Periódico Oficial Órgano de los Intereses del Estado (Bogotá, 1861).
- El Sur:  Periódico Oficial de Ideas Liberales.(1854) En oposición a José María Melo. En compañía de su hermano Eladio Vergara y Vergara.[5]
- Revista Mercantil: Primera publicación exclusivamente centrada en la especulación financiera en Colombia.

### Fondo Biblioteca Nacional de Colombia
El Fondo José María Vergara y Vergara es una colección bibliográfica resguardada por la Biblioteca Nacional de Colombia, adquirida en 1874 a la señora Eloísa Castrillón de Balcázar, representante legal de la sucesión del escritor. Este fondo constituye un valioso testimonio documental del pensamiento y la producción intelectual en Colombia durante el siglo XIX.
La colección está compuesta por 441 volúmenes y cuenta con 453 documentos digitalizados, incluyendo casi un centenar de publicaciones periódicas y numerosos tratados sobre historia, geografía, política y derecho en Colombia. Entre sus documentos se encuentran textos fundamentales sobre derecho penal, público y civil, así como mensajes presidenciales y escritos que reflejan el contexto político y social de la época. Representa una fuente invaluable para el estudio de la historia cultural, política y jurídica de Colombia. Su preservación garantiza el acceso a una parte fundamental del patrimonio bibliográfico del país.

### Homenajes
- Fondo José María Vergara y Vergara (1831 a 1872). Biblioteca Nacional de Colombia.[14]
- Sala José María Vergara y Vergara en la Academia Colombiana de la Lengua, Bogotá.[15]
- Premio Nacional de Literatura José María Vergara y Vergara, En homenaje al primer centenario del nacimiento del escritor.[2]
- Institución Educativa Departamental José María Vergara y Vergara. Bituima, Colombia.
- Colegio Jose Maria Vergara Y Vergara. Bogotá, Colombia.
- Existen varias ediciones de sus obras; La colección Daniel Samper en 1931, realizada por el centenario de su nacimiento o la edición reimpresa de la Academia Colombiana de la Lengua, 1972, la edición elaborada por el Banco Popular en 1974, realizada por los historiadores Gustavo Otero Muñoz y Antonio Gómez Restrepo.

## Familia
Nació en Bogotá en 1831 en una familia aristocrática. Hijo de Ignacio Manuel Vergara y Sanz de Santamaría, hermano Estanislao Vergara, Presidente de la Gran Colombia, y de Antonia Vergara, personaje de histórico de la Independencia, fue el sexto de diez hijos de  Ignacia Vergara Nates, prima de su padre. Sus nueve hermanos fueron: Eladio, María Josefa, Dolores, María Francisca, Ladislao, Isidro Calixto, Rafael, José Antonio y María Concepción.
José María Vergara podía trazar su ascendencia hasta los primeros conquistadores de la Nueva Granada como Antón de Olaya, Juan de Olmos y Cristobal Bernal, soldados que llegaron con Gonzalo Jiménez de Quesada.
Sus abuelos fueron los reconocidos hermanos Vergara Caicedo, criollos que participaron en las independencias y la Gran Colombia; Francisco Javier, Felipe y Cristobal. de Vergara Azcárate y Caicedo, abogados durante el virreinato y un presidente durante las Independencias. Además, Luis de Ayala y Vergara es primo de su padre. 
Su bisabuelo Francisco José Manuel Vergara Azcarate Vela y Sandoval, fue alcalde de Bogotá y regente contador mayor del tribunal de cuentas de la Real Audiencia del Nuevo Reino de Granada por el Virrey Sebastián de Eslava.
Dentro de sus familiares cercanos y lejanos se encuentran Clemencia Caicedo, Domingo Caicedo, José y Manuela Sanz de Santamaría, Joaquín y José María Mosquera Figueroa y sus hijos Tomás, Joaquín y Manuel José, entre otros.
En la Hacienda Casablanca (Madrid - Cundinamarca), Tuvo seis hijos con Ana Saturia Balcazar Castrillón: Ana, Ignacia, Francisco José, Mercedes, Concepción y Tadeo. Estos dos últimos fallecieron tempranamente.
Su hija, Ana Saturia Vergara, se casó con José María Samper Brush, distinguido miembro de la familia Samper y fundador del colegio Gimnasio Moderno, su nieto, José María Samper Vergara se graduó en la primera promoción de ese colegio.